# Mark Warnecke
Mark Warnecke (n. 15 februarie 1970, Bochum, Germania) este un înotător german, medaliat olimpic. A participat la 4 ediții ale Jocurilor Olimpice (1988, 1992, 1996, 2000) în care a câștigat o medalie de bronz.